# Big John
Big John fue una cadena chilena de tiendas de conveniencia, fundada en 1992 y desaparecida en 2016.

## Historia
La empresa fue fundada en 1992 por Juan Pablo Correa, quien decidió crear una cadena de tiendas de conveniencia luego de la venta de Errol's —fundada por él en 1987 como una copia de la cadena estadounidense Erol's, y que se convirtió en la primera cadena de tiendas de alquiler de vídeos en Chile— a Blockbuster en 1991. Su primer local estuvo ubicado en Ricardo Lyon con Carlos Antúnez. La sociedad propietaria de las tiendas, Big John S.A., fue constituida oficialmente el 16 de marzo de 1992.
En 2002 la cadena poseía 25 locales, sin embargo tras una reestructuración de la empresa éstos disminuyeron a 16. Para 2015 la cadena llegó a tener 49 locales, al mismo tiempo que concentraba el 33,5 % de participación en el negocio de tiendas de conveniencia.
En junio de 2016 la cadena fue adquirida por un valor entre 35 y 40 millones de dólares por parte del conglomerado mexicano FEMSA, dueños de la cadena Oxxo, quienes la renombraron como esta última marca.